# Men in Black (univers de fiction)
Pour les articles homonymes, voir Men in Black.
L’univers de Men in Black, ou Hommes en noir au Québec et au Nouveau-Brunswick, se centre sur l'histoire d'une organisation secrète, les MIB, qui gèrent, permettent et régulent l'activité extra-terrestre sur Terre.
Cette version a été inspirée d'un comic, où l'organisation avait des motifs et des moyens plus sombres, et gérait le paranormal en général plutôt que les extra-terrestres uniquement. En cela, le film et les versions qui ont suivi en diffèrent.

## Description de l'univers
Les MIB furent fondés à l'occasion du premier contact entre des humains et des extra-terrestres. Les extra-terrestres venus sur Terre étaient des réfugiés, qui souhaitaient faire de la Terre un abri. Les humains les ayant rencontrés acceptèrent, à condition de cacher cela pour éviter la panique parmi les humains. À cette fin, un traité fut signé par le gouvernement américain et les chefs extra-terrestres, et les MIB (Men In Black) furent fondés pour règlementer l'immigration extra-terrestre et la cacher à la population. À l'heure actuelle, ils s'occupent d'un nombre incalculable d'espèces extra-terrestres, aussi bien pour aider ceux présents légalement à vivre que pour chasser les éventuels clandestins et criminels dangereux.
Comme l'entend leur nom, les agents des MIB s'habillent uniquement en costume noir, et sont tous vêtus de la même façon : veste, pantalon, cravate et chaussures noirs, chemise blanche et lunettes de soleil. Ceux qui entrent dans l'organisation sont littéralement effacés du monde : leur identité est supprimée, toute trace de leur existence en dehors des MIB est enlevée, et leurs noms sont supprimés au profit d'une unique lettre (apparemment la première de leur prénom), qui devient dès lors leur unique appellation. A priori, les extra-terrestres qui travaillent dans les MIB ne sont pas soumis à cette règle.
Pour accomplir leur tâche, les MIB sont dotés d'équipement d'une technologie de pointe (présumée d'origine extra-terrestre), y compris des armes extrêmement puissantes qui les aident à rivaliser avec les extra-terrestres les plus dangereux. Ils ont aussi des ordinateurs pour les localiser, les identifier et les surveiller. Enfin, ils disposent du « Neuralyzer », un appareil permettant d'effacer la mémoire des humains, dont ils se servent pour neutraliser les éventuels témoins gênants sans avoir à les tuer.

## Neuralyzer
Le neuralyzer, ou neurolaser en français (également surnommé « flashouilleur » dans le doublage en français des propos du personnage interprété par Will Smith), est un appareil utilisé par les Men in Black pour effacer la mémoire du public mis en relation avec des extraterrestres ou témoins d'un phénomène prouvant leur existence.
Exposé au flash, le témoin perd ses récents souvenirs et entre dans un état de transe qui laisse son esprit enclin à la suggestion, permettant aux agents de remplacer ses souvenirs par des histoires de couverture fictives et même de leur donner certaines instructions. Les agents doivent par ailleurs porter leurs lunettes noires afin de ne pas être affecté par l'appareil.
Il apparait pour la première fois dans le comic Men in Black, puis dans les quatre films, devenant un symbole des MIB.

## Comics
La première mini-série de trois albums a été publiée en 1990 par Aircel Comics, racheté ensuite par Malibu Comics qui a publié une nouvelle mini-série en 1994. Malibu Comics a été par la suite racheté par Marvel Comics, qui a poursuivi la publication.
Cette série a posé les bases de l'univers de fiction Men in Black dont certains éléments sont utilisés dans le film Men in Black sorti en 1997. Après la sortie du film, Marvel a publié plusieurs one-shots situés dans cet univers.

## Série de films
Pour plus de détails, voir Fiche technique et Distribution
Dès le milieu des années 1990, les sociétés Columbia Pictures, Amblin Entertainment et MacDonald/Parkes Productions produisent une saga cinématographique inspirée des comics. Trois films sont produits et sortent entre 1997 et 2012. Ils mettent en vedette Tommy Lee Jones et Will Smith. Un film spin-off avec d'autres personnages principaux est sorti en 2019.
MIB 23, film crossover avec 21 Jump Street (et sa suite 22 Jump Street), devait être réalisé par James Bobin. Le projet est repoussé sans date précise au profit du spin-off MIB, sorti en 2019.
Cette saga est composée de :
- Men in Black, sorti en 1997
- Men in Black 2 (Men in Black II), sorti en 2002
- Men in Black 3 (MIB³), sorti en 2012
- Men in Black: International de F. Gary Gray, sorti en 2019

### Fiche technique
Sauf indication contraire, les informations mentionnées dans cette section peuvent être confirmées par la base de données cinématographiques IMDb,  présente dans la section « Liens externes ».
| Équipe du tournage         | Films                            | Films                            | Films                            | Films                              |
| Équipe du tournage         | Men in Black (1997)              | Men in Black 2 (2002)            | Men in Black 3 (2012)            | Men in Black: International (2019) |
| -------------------------- | -------------------------------- | -------------------------------- | -------------------------------- | ---------------------------------- |
| Réalisateurs               | Barry Sonnenfeld                 | Barry Sonnenfeld                 | Barry Sonnenfeld                 | F. Gary Gray                       |
| Producteurs                | Walter F. Parkes                 | Walter F. Parkes                 | Walter F. Parkes                 | Walter F. Parkes                   |
| Producteurs                | Laurie MacDonald                 |                                  |                                  |                                    |
| Producteurs                | Steven Spielberg                 |                                  |                                  |                                    |
| Scénaristes                | Ed Solomon                       | Barry Fanaro                     | Etan Cohen                       | Art Marcum                         |
| Scénaristes                |                                  | Robert Gordon                    | David Koepp                      | Matt Holloway                      |
| Scénaristes                |                                  | Jeff Nathanson                   |                                  |                                    |
| Compositeurs               | Danny Elfman                     | Danny Elfman                     | Danny Elfman                     | Chris Bacon Danny Elfman           |
| Photographie               | Donald Peterman                  | Greg Gardiner                    | Bill Pope                        | Stuart Dryburgh                    |
| Monteurs                   | Jim Miller                       | Richard Pearson                  | Don Zimmerman                    | Christian Wagner                   |
| Monteurs                   |                                  | Steven Weisberg                  |                                  | Zene Baker                         |
| Budget                     | 90 000 000 $                     | 140 000 000 $                    | 215 000 000 $                    | 110 000 000 $                      |
| Durée                      | 98 minutes                       | 88 minutes                       | 106 minutes                      | 115 minutes                        |
| Dates de sortie États-Unis | 2 juillet 1997                   | 3 juillet 2002                   | 25 mai 2012                      | 14 juin 2019                       |
| Dates de sortie France     | 6 aout 1997                      | 7 aout 2002                      | 23 mai 2012                      | 12 juin 2019                       |
| Genres                     | science-fiction, comédie, action | science-fiction, comédie, action | science-fiction, comédie, action | science-fiction, comédie, action   |
| Distributeur États-Unis    | Columbia Pictures                | Columbia Pictures                | Columbia Pictures                | Columbia Pictures                  |

### Distribution et personnages principaux
| Équipe du tournage          | Films               | Films                 | Films                 | Films                              |
| Équipe du tournage          | Men in Black (1997) | Men in Black 2 (2002) | Men in Black 3 (2012) | Men in Black: International (2019) |
| --------------------------- | ------------------- | --------------------- | --------------------- | ---------------------------------- |
| Kevin Brown / Agent K       | Tommy Lee Jones     | Tommy Lee Jones       | Tommy Lee Jones       | caméo, photographique              |
| James Edwards III / Agent J | Will Smith          | Will Smith            | Will Smith            | caméo, photographique              |
| Agent Z                     | Rip Torn            | Rip Torn              |                       |                                    |
| Laurel Weaver / Agent L     | Linda Fiorentino    |                       |                       |                                    |
| Frank, le chien             | Tim Blaney (voix)   | Tim Blaney (voix)     |                       | Tim Blaney (voix)                  |
| Jack Jeebs                  | Tony Shalhoub       | Tony Shalhoub         |                       |                                    |
| Agent O                     |                     |                       | Emma Thompson         | Emma Thompson                      |
| Agent T                     |                     |                       |                       | Liam Neeson                        |
| Agent H                     |                     |                       |                       | Chris Hemsworth                    |
| Agent M                     |                     |                       |                       | Tessa Thompson                     |

### Accueil critique
| Films                       | Rotten Tomatoes     | Metacritic        | Allociné |
| --------------------------- | ------------------- | ----------------- | -------- |
| Men in Black                | 91% (78 critiques)  | 71 (22 critiques) | NC       |
| Men in Black 2              | 39% (193 critiques) | 49 (37 critiques) | 3,1⁄5    |
| Men in Black 3              | 70% (227 critiques) | 58 (38 critiques) | 3,2⁄5    |
| Men in Black: International | 23% (318 critiques) | 38 (51 critiques) | 2,3⁄5    |

### Box-office
| Films                       | Année de sortie    | Recettes au box-office | Recettes au box-office | Recettes au box-office | Nombre d'entrées   | Nombre d'entrées  | Budget         | Sources |
| Films                       | Année de sortie    | États-Unis, Canada'    | Reste du monde         | Mondial                | France             | Paris             | Budget         | Sources |
| --------------------------- | ------------------ | ---------------------- | ---------------------- | ---------------------- | ------------------ | ----------------- | -------------- | ------- |
| Men in Black                | 1997               | 250 690 539 $          | 338 700 000 $          | 589 390 539 $          | 5 799 742 entrées  | 1 039 942 entrées | 90 millions $  | ,       |
| Men in Black 2              | 2002               | 190 418 803 $          | 251 400 000 $          | 441 818 803 $          | 4 707 082 entrées  | 758 637 entrées   | 140 millions $ | ,       |
| Men in Black 3              | 2012               | 179 020 854 $          | 445 005 922 $          | 624 026 776 $          | 2 129 210 entrées  | 558 301 entrées   | 215 millions $ | ,       |
| Men in Black: International | 2019               | 80 001 807 $           | 173 888 894 $          | 253 890 701 $          | 967 040 entrées    |                   | 110 millions $ |         |
| Totaux MIB 1, 2, 3          | Totaux MIB 1, 2, 3 | 620 130 196 $          | 1 035 105 922 $        | 1 655 236 118 $        | 12 636 034 entrées | 2 356 880 entrées | 445 millions $ |         |

## Produits dérivés

### Série d'animation
- Men in Black (1997-2001) de Lowell Cunningham, par les studios Warner Bros.

### Jeux vidéo
- Men in Black, développé par Gigawatt Studios et édité par The Collective, Inc. (PC[19], 1997 ; PlayStation[20], 1998)
- Men in Black par David A. Palmer Productions (Game Boy Advance, 2001)
- Men in Black : Crashdown par Rune Craft (PlayStation, 2001)
- Men In Black 2 : The Series par Tiertex Design Studios (Game Boy, 2001)
- Men in Black 2 : Alien Escape par Melbourne House Australia (PlayStation 2, 2002)
- Men in Black: Alien Crisis (PlayStation 3, Xbox 360, 2012)

### Musique
- Men in Black, chansons du film interprétées par Will Smith
- Back in Time, chanson du film interprétée par Pitbull